# Austrocarabodes angulatus
Austrocarabodes angulatus är en kvalsterart som först beskrevs av Balogh 1958.  Austrocarabodes angulatus ingår i släktet Austrocarabodes och familjen Carabodidae. Inga underarter finns listade.